# Дорст, Х.
Х. Дорст (нидерл. H. Dorst; неизвестно, Голландская Ост-Индия — неизвестно) — индонезийский футболист, защитник.

## Биография
С начала 1930-х годов играл за футбольный клуб «Сидолиг» из Бандунга, а также выступал за сборную Бандунга. В 1939 году Дорст перешёл в клуб ВИОС из Батавии, после чего он стал играть за сборную Батавии. В сезоне 1940/41 его команда стала чемпионом Батавии.
В 1938 году главный тренер сборной Голландской Ост-Индии Йоханнес Христоффел ван Мастенбрук вызвал Дорста на чемпионат мира, который проходил во Франции и стал первым мундиалем для Голландской Ост-Индии и Индонезии в истории. На турнире команда сыграла одну игру в рамках 1/8 финала, в котором она уступила будущему финалисту турнира Венгрии (6:0). Дорст не принял участия в этом матче.